# Adam Leon Urbanowicz
Adam Leon Urbanowicz, pseud. urbanovicz (ur. 24 kwietnia 1972 w Gdańsku) – polski pianista, kompozytor i aranżer.

## Życiorys
Naukę gry na fortepianie rozpoczął w wieku 6 lat. W latach 1989/90 z wyróżnieniem zakończył edukację w Ogólnokształcącej Szkole Muzycznej I i II stopnia im. Feliksa Nowowiejskiego w Gdańsku i dostał się do Akademii Muzycznej im. St. Moniuszki w Gdańsku na katedrę fortepianu. Edukację klasyczną zakończył jako laureat ogólnopolskich, międzynarodowych festiwali i konkursów pianistycznych (solowo i z zespołem kameralnym – trio fortepianowe). Między innymi Ogólnopolskiego Festiwalu muzyki Rosyjskiej i Radzieckiej w Gdańsku, Ogólnopolskiego Konkurs Stypendialnego TiFC w Warszawie oraz Międzynarodowego Konkursu Młodych Pianistów w Ettlingen. Wziął również dział w kursach mistrzowskich Klagenfurcie i Weimarze.
W latach 1996–98 współpracował z Filharmonią Bałtycką (solowo I koncert fortepianowy C-dur L.V. Beethoven, nagrania dla II pr. PR – koncert skrzypcowy K. Szymanowskiego, solistą był Daniel Stabrawa, dyr. W. Michniewski, dzieła m.in.: Wojciecha Kilara, W. Lutosławskiego, K. Pendereckiego, M. Ravela, Strawinskiego).
W 1989 roku brał udział w Międzynarodowych Warsztatach Jazzowych w Chodzieży co przyczyniło się do fascynacji muzyką jazzową oraz rozrywkową.
W 1994 artysta przebywał na kontrakcie komercyjnym w Stanach Zjednoczonych i Kanadzie. Od 1993 do 1995 roku współpracował z Teatrem Muzycznym w Gdyni, gdzie zajmował się opracowaniami muzycznymi i aranżacjami. Współpracował z A. Strzeleckim – teatr Rampa z Warszawy). Współpracował z takimi artystami jak Stanisław Sojka, Brian Lamport – Mozarteum, Janusz Szrom, Filip Sojka, Wojciech Michniewski, Zbigniew Górny, Beata Rybotycka i Jacek Wójcicki.
Od 1999 r. związany był z agencją koncertową Gerhartz GmbH (A.L. Webber – Musical Gala & Musical Starlights). Koncerty i trasy koncertowe w Niemczech, Austrii, Włoszech, Hiszpanii, Holandii, Belgii, Luksemburgu, Szwajcarii, Danii, Szwecji, Norwegii, Finlandii, Rosji oraz w Polsce.
W 2005 roku powstało URBANOVICZtrio, w jego skład weszli także Adam Wendt i Piotr Baron. Trio koncertuje w Trójmieście (między innymi cykl koncertów Sopockie czwartki jazzowe).
W sezonie 2005/06 Adam Urbanowicz zagrał główną, muzyczną rolę Raya Charlesa w produkcji GERHARTZ GmBH One night with Ray Charles – Genius of soul. Współpracował również z muzykami zza oceanu: Ronem Williamsem, Giną Dann, Garrym Wigginsem, Lacy Daryll Phillipsem (Zakonnica w przebraniu 2: Powrót do habitu), Rico Mc'larrinem.
Od 2006 roku związany był z agencją Kempf THEATERGASTSPIELE GmbH z siedzibą w Monachium, z którą realizował Ray Charles Musical Show European Tour w sezonach 2006-2011.
Od 2007 współpracuje z Piotrem Łukaszewskim producentem i gitarzystą. Pod koniec 2010 roku założył URBANOVICZmusicSTUDIO & production z siedzibą w Kolbudach.
W chwilach wolnych Adam Urbanowicz wędkuje oraz udziela się jako aktor agencji Stars Impresariat.

## Twórczość
Muzyka Adama Urbanowicza jest eklektyczna, a jednocześnie oryginalna. Zawiera elementy muzyki fortepianowej, poważnej, jazzowej, akustycznej, nowoczesnej, pop-rock oraz programowo – ilustracyjnej i głównie taką rolę spełnia.
Jego kompozycje to dzieła instrumentalne i wokalno–instrumentalne – zarówno kameralne, solowe jak również orkiestrowe i symfoniczne. Większość kompozycji artysty wydawana jest przez Paris Music oraz universal production publishing music i objęta prawami autorskimi ZAIKS.

### Nagrania płytowe i TV
Wybór nagrań płytowych i telewizyjnych:
- CheCZ Do młodech
- płyta zespołu PTAKY „Szkoła Latania”
- Tomasz Olszewski „Odbijany”
- Program TVP1 Od Przedszkola do Opola z udziałem Stanisława Soyki
- Kompozycja i aranżacje do produkcji niemieckich:
  - Das Phantom der Oper
  - MOULIN ROUGE.

### Dyskografia
- Rejected burden, Mess Age
- Szkoła Latania, Ptaky
- Odbijany, Tomasz Olszewski
- Moment of Reflection[2], autorski, solowy album z kompozycjami dla Paris Music oraz UNIPPM – Universal publishing music

### Nagrody
- II nagroda na Ogólnopolskim Festiwalu muzyki Rosyjskiej i Radzieckiej w Gdańsku[3]
- Nagroda dla Najlepszego Instrumentalisty na Ogólnopolskim Przeglądzie Piosenki Studenckiej w Krakowie
- Kursy Mistrzowskie (solo oraz w trio fortepianowym) – Niemcy, Austria